# Gayle Dull
Gayle Dull (Gayle Albert Dull; * 4. Mai 1883 in Ohio; † 16. Oktober 1918 in Franklin, Pennsylvania) war ein US-amerikanischer Hindernis- und Langstreckenläufer.
Bei den Olympischen Spielen 1908 in London gehörte er zum US-Team, das Silber im Mannschaftslauf gewann, wobei er mit Platz 10 ein Streichresultat ablieferte. Über 3200 m Hindernis schied er im Vorlauf aus.